# 米凯尔·耶尔姆
米凯尔·耶尔姆（瑞典語：Michael Hjälm，1963年3月23日—），瑞典男子冰球运动员，1981年开始职业生涯。他曾代表瑞典参加1984年和1988年冬季奥林匹克运动会冰球比赛，获得二枚铜牌。